# Mount Judd
Mount Judd är ett berg i Antarktis. Det ligger i Östantarktis. Nya Zeeland gör anspråk på området. Toppen på Mount Judd är 2 432 meter över havet, eller 1 meter över den omgivande terrängen. Bredden vid basen är 0,01 km.
Terrängen runt Mount Judd är varierad. Trakten är obefolkad. Det finns inga samhällen i närheten.